# Tanktransporter

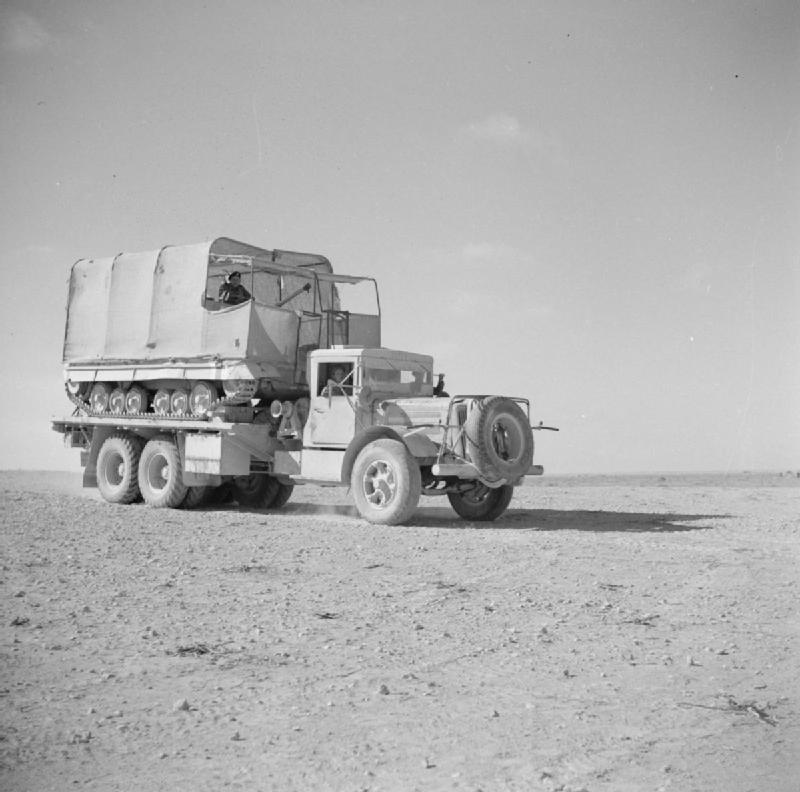
Mack NR-4 met gecamoufleerde Mk III Valentine tank

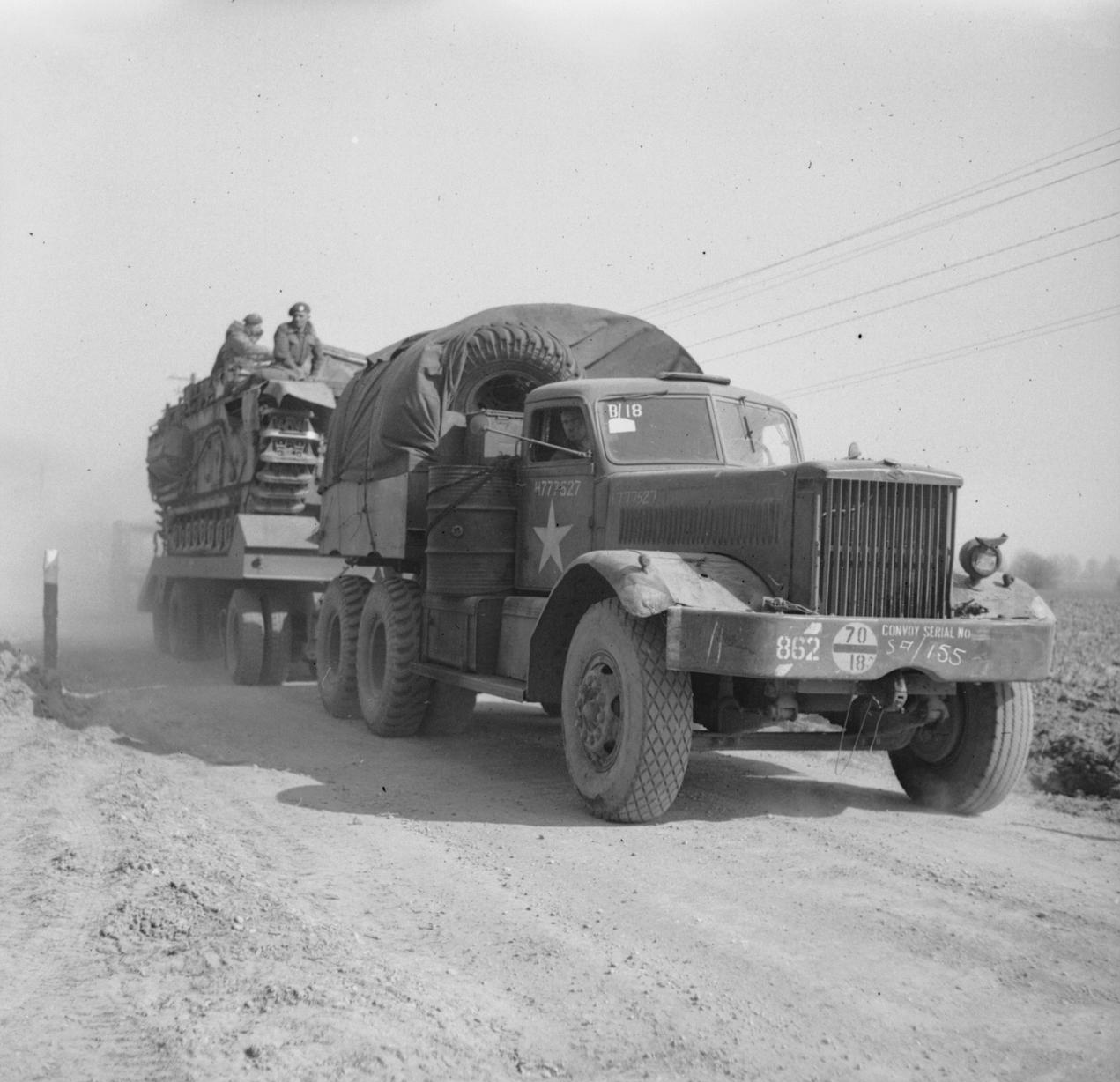
Diamond T M-20 Ballast tractor met 45 tons Rogers aanhanger

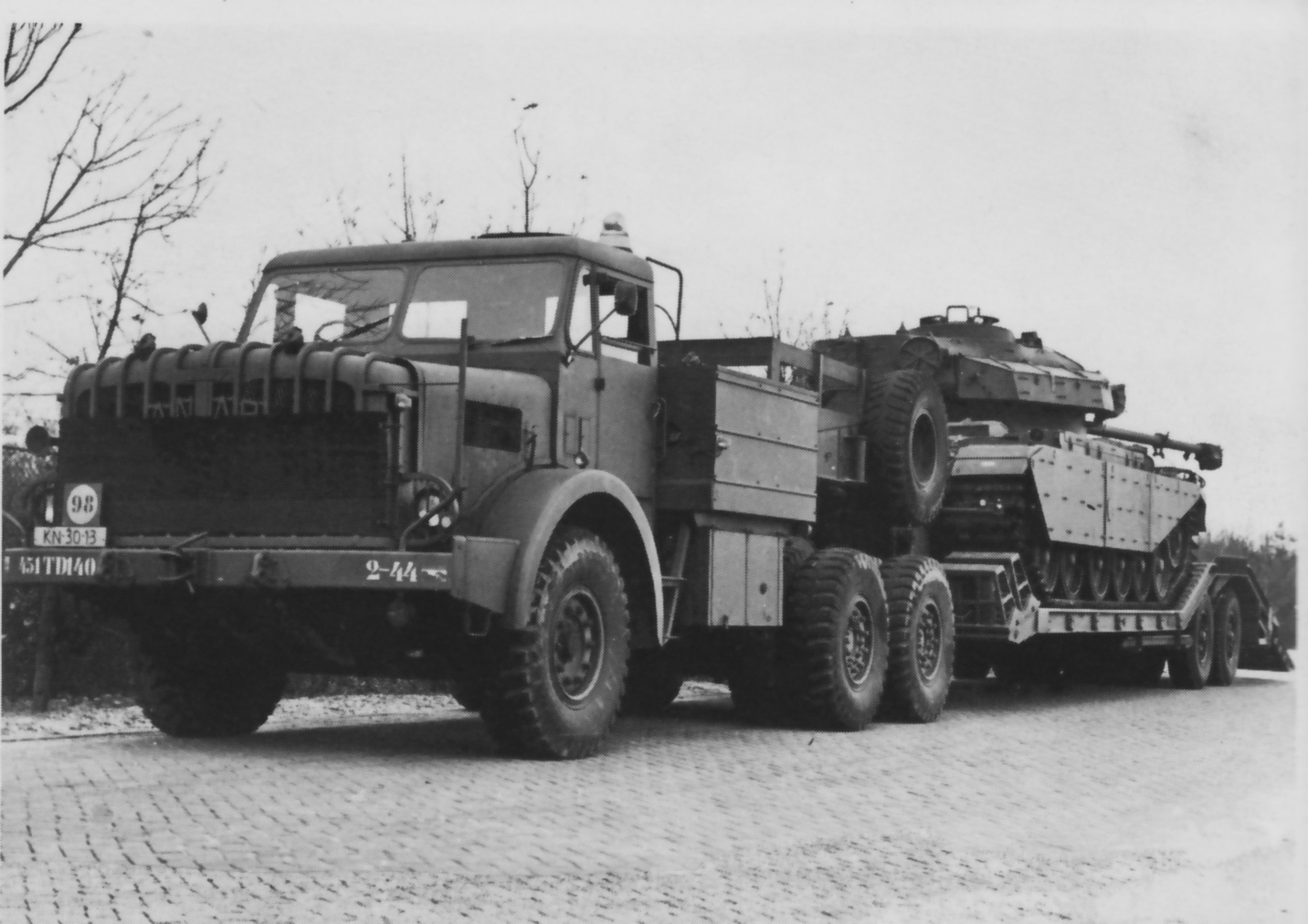
Thornycroft Mighty Antar trekker en Centurion tank

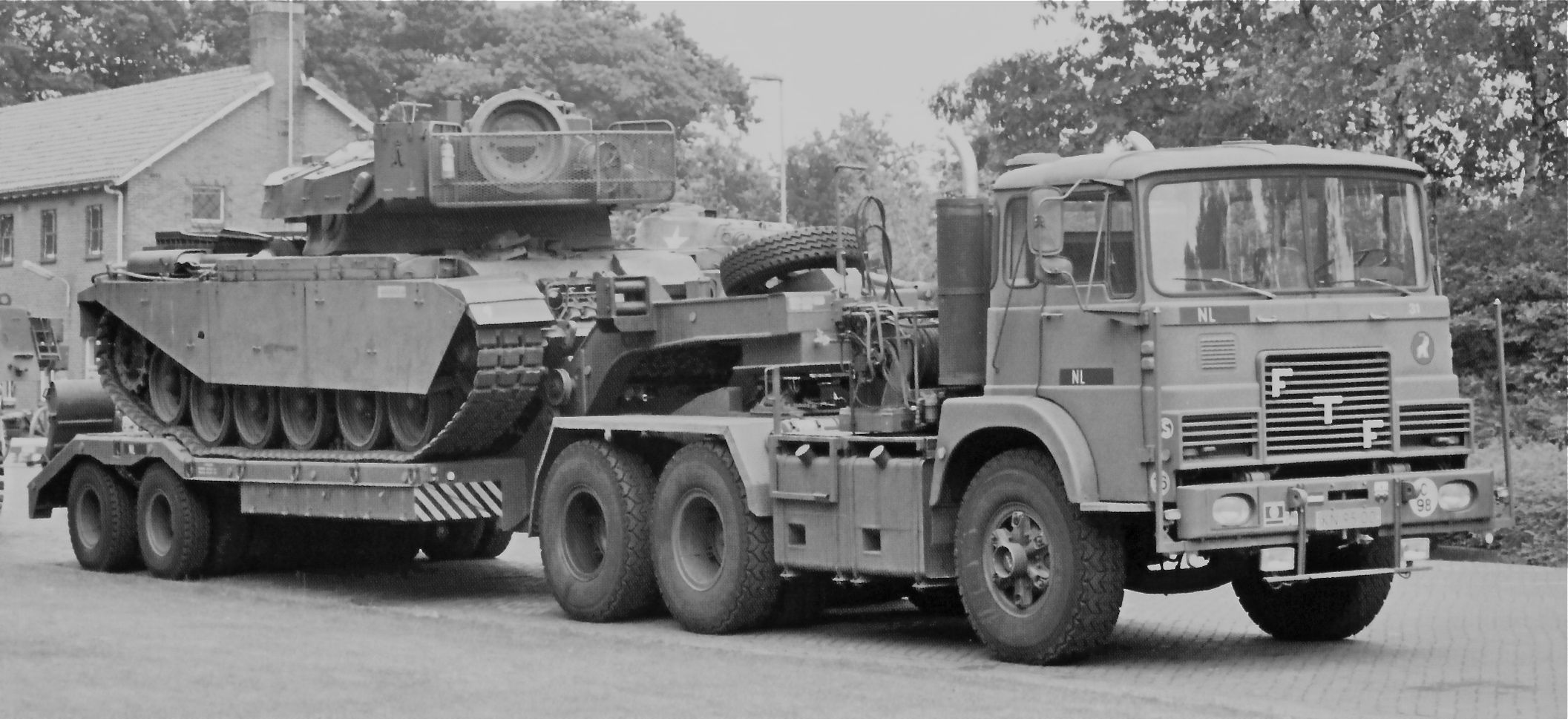
FTF 4050 trekker en Centurion tank

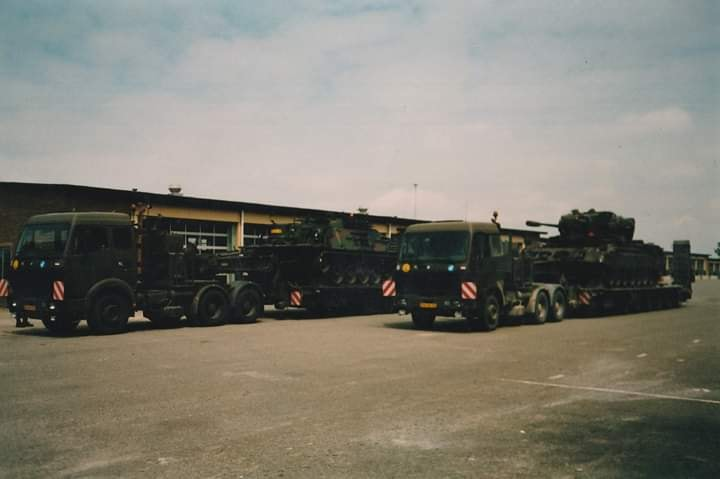
2 MB tropco's met Leopard 1 bergingstank en PRTL

Een tanktransporter is een, doorgaans militair, zwaar voertuig bedoeld voor het transport van tanks en andere rupsvoertuigen over de openbare weg.

## Algemeen
Door het hoge brandstofverbruik van tanks en de hoge slijtage van de rupsbanden alsmede de mogelijke schade aan het wegdek is het niet rendabel deze zelf te laten rijden en worden daarom, wanneer er sprake is van langere afstanden, vervoerd op een trekker-opleggercombinatie of een trekker met een aanhanger.
Tanktransporters worden in Nederland ook wel aangeduid met de afkortingen:
- LOLO = Low Loader
- TROPCO = Trekker/Oplegger Combinatie

## Varianten
Voor het vervoer van tanks zijn in principe drie verschillende typen voertuigen in gebruik.
- Oprijwagen: de eerste tanks werden op zware vrachtwagens vervoerd. Het lage gewicht van de tank maakte deze vorm van transport mogelijk. Als de tank zelf niet kon rijden, kon hij meestal met behulp van een lier op het voertuig worden getrokken. Een voorbeeld van een oprijwagen is de Mack NR-4. Deze 10 tons vrachtwagen was voorzien van een vlakke en versterkte laadvloer, een lier en oprijplaten.
- Aanhangwagen: Tijdens de Tweede Wereldoorlog nam het gewicht van de tanks sterk toe. Zelfs de zwaarste vrachtwagens waren niet meer in staat het gewicht van de tank te dragen. Speciale aanhangers werden ontwikkeld en deze droegen het volledige gewicht van de tank. Het aantal assen en wielen van de aanhanger was afhankelijk van de mee te voeren last. De aanhanger was verbonden aan een trekker. Op deze trekker was een ballastbak gemonteerd, deze bak met een zwaar gewicht zorgde voor voldoende druk op de achterbanden en dus grip op de weg om de zware last te trekken. Het was ook mogelijk twee trekkers voor een aanhangwagen te plaatsen.De Diamond T M-20 is een trekker die hiervoor werd gebruikt.
- Oplegger: Bij een oplegger rust het laadgedeelte gedeeltelijk op de trekker. Dit heeft als voordeel dat een ballastbak niet langer noodzakelijk is. De combinatie van oplegger en trekker kan meer nuttige lading meenemen dan een aanhanger en trekker met ballastbak. De oplegger heeft alleen wielen achter en is door middel van een kingpin op de koppelschotel van een trekker gekoppeld. De trekker en oplegger vormen een vaste combinatie en de opleggers kunnen niet losstaand worden verplaatst.

## Tanktransporters in gebruik door Nederland
Voor de Tweede Wereldoorlog had de Koninklijke Landmacht vrijwel geen tanks en (dus) geen transporters, daarna waren diverse merken in gebruik:
- Diamond T M-20 met aanhanger M9 Rogers vanaf 1945[1]
- Thornycroft Mighty Antar met DAF YTS 10060 oplegger of aanhanger vanaf 1953
- Faun L1212/45 VSA met DAF YTS 10050 oplegger vanaf 1966[2]
- FTF 4050 met DAF YTS 10050 oplegger vanaf 1973
- DAF YT 616 met oplegger (voor lichtere tanks) vanaf 1960
- MAN, type 40.440 DFT met DAF YTS 10050 oplegger vanaf 1986[2]
- Mercedes Benz 2648 Tropco met Kogel oplegger vanaf 1989

Bovenstaanden zijn inmiddels vervangen door:
- DAF YTZ 95.480 met 4-asser Broshuis oplegger vanaf 2005 tot heden
- DAF YTZ 95.530 met 7-asser Broshuis oplegger vanaf 2005 tot heden